# بویالی (آردانوچ)
بویالی (به ترکی استانبولی: Boyalı) یک منطقهٔ مسکونی در ترکیه است که در آردانوچ واقع شده‌است. بویالی ۱۱۹ نفر جمعیت دارد.